# Laurence Roothooft
Laurence Roothooft (Antwerpen, 5 juni 1987) is een Belgische actrice.

## Loopbaan
Na een jaar dans gevolgd te hebben aan Codarts Rotterdam, genoot ze een opleiding aan de Toneelacademie Maastricht. In 2014 maakte ze haar televisiedebuut in Marsman, waar ze de rol van Dominique vertolkte.

## Rollen

### Film
- 2012 - Silent City, als Rosa (Regie & Scenario: Threes Anna)

### Televisie
- 2014 - Marsman, als Dominique (regie: Eshref Reybrouck & Mathias Sercu; Eén)
- 2016 - Echt niet OK! (Eén)
- 2018 - Gent-West, als Lindsey Moens (VIER en Telenet Play)
- 2018 - wtFOCK, als huisdokter van Zoë en Amber (Play5 en Telenet)
- 2018 - 13 Geboden, als prostitué aflevering 12 seizoen 1 (VTM)
- 2019 - Gent-West 2, als Lindsey Moens (VIER en Telenet Play)
- 2019 - Zie mij graag, als Leen (Eén)
- 2020-2021 - Black-Out, als Leen (Eén en Streamz)
- 2021 - Glad IJs, als Marie (VTM en Streamz)

### Theater
- 2010-2012 - De eenzaamheid van de priemgetallen, als Alice (gezelschap: MATZER Theaterproducties)
- 2012, 2015-2016 (reprise) - ZOO doen ze de dingen (gezelschap: HETPALEIS)
- 2013 - CCC, De vette jaren zijn voorbij (gezelschap: SKaGeN)
- 2016 - Mémé: De peetmoeder (gezelschap: De Kopergietery)

## Trivia
- Laurence Roothooft vormt een koppel met Tom Pintens met wie ze in 2015 een kind kreeg.[2] Sinds 2020 vormt het stel ook een band onder de naam ELDERS, dat ze hun 'tweede kind' noemen.[3] Op 4 augustus 2023 is haar partner overleden aan de gevolgen van darmkanker.[4]